# Équipe du Burkina Faso de football à la Coupe d'Afrique des nations 2010
Cet article relate le parcours de l'équipe du Burkina Faso de football lors de la Coupe d'Afrique des nations 2010 organisée en Angola du 10 janvier 2010 au 31 janvier 2010.

## Effectif
Liste des 23 donnée le 4 janvier 2010. Statistiques arrêtées le 7 décembre 2009.
| Numéro / Nom       | Numéro / Nom             | Équipe actuelle                | Sél.            | Date de naissance | J.              |                 |                 |                 |                 |
| Gardiens de but    | Gardiens de but          | Gardiens de but                | Gardiens de but | Gardiens de but   | Gardiens de but | Gardiens de but | Gardiens de but | Gardiens de but | Gardiens de but |
| ------------------ | ------------------------ | ------------------------------ | --------------- | ----------------- | --------------- | --------------- | --------------- | --------------- | --------------- |
| 1                  | Daouda Diakité           | Al Moqaouloun al-Arab          | 13(0)           | 30 mars 1983      | 2               | 0               | 0               | 0               | 0               |
| 22                 | Germain Sanou            | Centre formation Saint-Etienne | 0(0)            | 26 mai 1992       | 0               | 0               | 0               | 0               | 0               |
| 16                 | Adama Sawadogo           | ASFA Yennenga                  | 1(0)            | 20 janvier 1990   | 0               | 0               | 0               | 0               | 0               |
| Défenseurs         |                          |                                |                 |                   |                 |                 |                 |                 |                 |
| 3                  | Ibrahim Gnanou           | FK Alania Vladikavkaz          | 6(0)            | 8 décembre 1986   | 1               | 0               | 0               | 0               | 0               |
| 6                  | Bakary Koné              | EA Guingamp                    | 11(0)           | 27 avril 1988     | 2               | 0               | 0               | 0               | 0               |
| 17                 | Paul Koulibaly           | UD Leiria                      | 16(0)           | 24 mars 1986      | 2               | 0               | 1               | 0               | 0               |
| 2                  | Moussa Ouattara          | 1. FC Kaiserslautern           | 27(0)           | 31 décembre 1981  | 0               | 0               | 0               | 0               | 0               |
| 12                 | Saïdou Panandétiguiri    | UD Leiria                      | 31(1)           | 22 mars 1984      | 2               | 0               | 2               | 0               | 0               |
| 4                  | Mamadou Tall             | UD Leiria                      | 31(0)           | 4 décembre 1984   | 2               | 0               | 1               | 0               | 1               |
| Milieux de terrain |                          |                                |                 |                   |                 |                 |                 |                 |                 |
| 18                 | Charles Kaboré           | Olympique de Marseille         | 18(1)           | 9 février 1988    | 2               | 0               | 0               | 0               | 0               |
| 8                  | Mahamoudou Kere          | Royal Charleroi SC             | 35(2)           | 1er février 1982  | 2               | 0               | 0               | 0               | 0               |
| 5                  | Mohamed Koffi            | Petrojet                       | 5(1)            | 30 décembre 1986  | 1               | 0               | 0               | 0               | 0               |
| 20                 | Abdoul-Aziz Nikiema      | Qingdao Jonoon                 | 12(1)           | 12 juin 1985      | 0               | 0               | 0               | 0               | 0               |
| 11                 | Jonathan Pitroipa        | Hambourg SV                    | 18(2)           | 12 avril 1986     | 2               | 0               | 0               | 0               | 0               |
| 7                  | Florent Rouamba          | FC Sheriff Tiraspol            | 17(1)           | 31 décembre 1986  | 1               | 0               | 0               | 0               | 0               |
| 10                 | Wilfried Sanou           | 1. FC Cologne                  | 14(3)           | 16 mars 1984      | 0               | 0               | 0               | 0               | 0               |
| 23                 | Wilfried Benjamin Balima | FC Sheriff Tiraspol            | 2(0)            | 20 mars 1985      | 0               | 0               | 0               | 0               | 0               |
| Attaquants         |                          |                                |                 |                   |                 |                 |                 |                 |                 |
| 21                 | Habib Bamogo             | OGC Nice                       | 3(1)            | 8 mai 1982        | 2               | 0               | 1               | 0               | 0               |
| 9                  | Moumouni Dagano          | Al-Khor Sports Club            | 43(20)          | 1er janvier 1981  | 2               | 0               | 0               | 0               | 0               |
| 19                 | Yssouf Koné              | CFR Cluj                       | 9(3)            | 19 février 1982   | 1               | 0               | 0               | 0               | 0               |
| 13                 | Issouf Ouattara          | UD Leiria                      | 6(1)            | 7 octobre 1988    | 0               | 0               | 0               | 0               | 0               |
| 15                 | Narcisse Yaméogo         | FK Mughan                      | 19(4)           | 19 novembre 1980  | 1               | 0               | 0               | 0               | 0               |
| 14                 | Patrick Zoundi           | Fortuna Düsseldorf             | 15(0)           | 19 juillet 1982   | 0               | 0               | 0               | 0               | 0               |
| Sélectionneur      |                          |                                |                 |                   |                 |                 |                 |                 |                 |
|                    | Paulo Duarte             |                                |                 | 6 avril 1969      |                 |                 |                 |                 |                 |

## Qualifications

### 2eTour

#### Groupe 9
| Rang | Équipe       | Pts | J | G | N | P | Bp | Bc | Diff |  | Résultats (▼ dom., ► ext.) |     |     |     |     |
| ---- | ------------ | --- | - | - | - | - | -- | -- | ---- |  | -------------------------- | --- | --- | --- | --- |
| 1    | Burkina Faso | 16  | 6 | 5 | 1 | 0 | 14 | 5  | +9   |  | Burkina Faso               |     | 0-0 | 2-0 | 4-1 |
| 2    | Tunisie      | 13  | 6 | 4 | 1 | 1 | 11 | 3  | +8   |  | Tunisie                    | 1-2 |     | 2-1 | 5-0 |
| 3    | Burundi      | 6   | 6 | 2 | 0 | 4 | 5  | 9  | -4   |  | Burundi                    | 1-3 | 0-1 |     | 1-0 |
| 4    | Seychelles   | 0   | 6 | 0 | 0 | 6 | 4  | 17 | -13  |  | Seychelles                 | 2-3 | 0-2 | 1-2 |     |

### 3eTour

#### Groupe E
| Rang | Équipe        | Pts | J | G | N | P | Bp | Bc | Diff |  | Résultats (▼ dom., ► ext.) |     |     |     |     |
| ---- | ------------- | --- | - | - | - | - | -- | -- | ---- |  | -------------------------- | --- | --- | --- | --- |
| 1    | Côte d'Ivoire | 16  | 6 | 5 | 1 | 0 | 19 | 4  | +15  |  | Côte d'Ivoire              |     | 5-0 | 5-0 | 3-0 |
| 2    | Burkina Faso  | 12  | 6 | 4 | 0 | 2 | 10 | 11 | -1   |  | Burkina Faso               | 2-3 |     | 1-0 | 4-2 |
| 3    | Malawi        | 4   | 6 | 1 | 1 | 4 | 4  | 11 | -7   |  | Malawi                     | 1-1 | 0-1 |     | 2-1 |
| 4    | Guinée        | 3   | 6 | 1 | 0 | 5 | 7  | 14 | -7   |  | Guinée                     | 1-2 | 1-2 | 2-1 |     |

- La Côte d'Ivoire est qualifiée pour la Coupe du monde 2010 et la CAN 2010.
- Le Burkina Faso et le Malawi sont qualifiés pour la CAN 2010.

## Matchs

### 1ertour

#### Groupe B
| Rang | Équipe        | Pts | J | G | N | P | Bp | Bc | Diff |  | Résultats (▼ dom., ► ext.) |  |     |     |  |
| ---- | ------------- | --- | - | - | - | - | -- | -- | ---- |  | -------------------------- |  | --- | --- |  |
| 1    | Côte d'Ivoire | 4   | 2 | 1 | 1 | 0 | 3  | 1  | +2   |  | Côte d'Ivoire              |  | 3-1 | 0-0 |  |
| 2    | Ghana         | 3   | 2 | 1 | 0 | 1 | 2  | 3  | -1   |  | Ghana                      |  |     | 1-0 |  |
| 3    | Burkina Faso  | 1   | 2 | 0 | 1 | 1 | 0  | 1  | -1   |  | Burkina Faso               |  |     |     |  |
| 4    | Togo forfait  | 0   | 0 | 0 | 0 | 0 | 0  | 0  | 0    |  | Togo                       |  |     |     |  |

| 11 janvier 2010 | Côte d'Ivoire | 0-0 | Burkina Faso | Estádio Chimandela, Cabinda                                   |                                                               |
| 17:00 UTC+1     |               |     |              | Spectateurs : 13 000 Arbitrage : Modèle:TUn-d Kacem Bennaceur | Spectateurs : 13 000 Arbitrage : Modèle:TUn-d Kacem Bennaceur |
| 17:00 UTC+1     | Rapport       |     |              | Spectateurs : 13 000 Arbitrage : Modèle:TUn-d Kacem Bennaceur | Spectateurs : 13 000 Arbitrage : Modèle:TUn-d Kacem Bennaceur |

| 15 janvier 2010 | Burkina Faso | 0-1 | Ghana      | Estádio Chimandela, Cabinda                  |                                              |
| 17:00 UTC+1     | Tall 66e     |     | A.Ayew 30e | Spectateurs : 8 000 Arbitrage : Eddy Maillet | Spectateurs : 8 000 Arbitrage : Eddy Maillet |
| 17:00 UTC+1     | Rapport      |     |            | Spectateurs : 8 000 Arbitrage : Eddy Maillet | Spectateurs : 8 000 Arbitrage : Eddy Maillet |